# Callulina kreffti
Callulina kreffti ist eine Amphibien-Art aus der Familie der Kurzkopffrösche, die zur Gattung der Callulina zählt.

## Beschreibung
Der Körper ist sehr gedrungen und erreicht eine Kopf-Rumpf-Länge von 41 Millimeter. Der Vorderkopf ist kurz und dreieckig mit abgestumpfter Spitze. Er ist so lang wie der Augendurchmesser. Das Nasenloch ist viel näher an der Schnauzenspitze als am Auge. Der Interorbitalraum ist ungefähr eineinhalb mal so breit wie ein oberes Augenlid. Der erste Finger ist viel kürzer als der zweite. Die vierte und fünfte Zehe sind im Bereich ihres ersten Gliedes durch Haut verbunden. Die Subarticularhöcker sind sehr deutlich. Es sind zwei breite, flache Metatarsalhöcker vorhanden. Wenn das Hinterbein nach vorn an den Körper angelegt ist, reicht das Tibiotarsalgelenk zwischen Schulter und Auge. Die Haut ist sehr drüsenreich und überall stark gekörnelt, auf dem Rücken meist stärker als auf dem Bauch. Die Oberseite ist schwärzlich oder braun in verschiedenen Tönungen. In der Schultergegend und auf der Rückenmitte sind häufig einzelne kleine schwarze Flecken vorhanden. Die Unterseite ist weißlich oder gelblich und undeutlich dunkel marmoriert.

## Vorkommen
Die Art kommt in Kenia in den Taita Hills und entlang der Küste sowie in Tansania in den östlichen Usambara-Bergen vor.

## Systematik
Die Art Callulina kreffti wurde 1911 von Fritz Nieden erstbeschrieben.

## Bedrohung und Schutzmaßnahmen
Der Lebensraum dieser Art wird durch Bergbau, Land- und Forstwirtschaft immer mehr eingeengt. Geschützte Populationen finden sich im  Udzungwa-Mountains-Nationalpark, Shimba Hills National Reserve und im Amani Nature Reserve.